# Teupin Raya (Julok)
Teupin Raya is een bestuurslaag in het regentschap Aceh Timur van de provincie Atjeh, Indonesië. Teupin Raya telt 438 inwoners (volkstelling 2010).